# Дефенсор Спортінг
«Дефенсо́р Спо́ртінг» (ісп. «Defensor Sporting Club») — уругвайський футбольний клуб з Монтевідео. Заснований 15 березня 1913 року.

## Досягнення
- Чемпіон Уругваю (4): 1976, 1987, 1991, 2008
- Володар Кубка Уругваю (3): 2022, 2023, 2024